# Bixa Travesty
Bixa Travesty és una pel·lícula brasilera de 2018 dirigida i escrita per Claudia Priscilla i Kiko Goifman. Reportatge de la cantant i activista transexual Linn da Quebrada, estrenat a la secció Panorama Dokumente al 68è Festival Internacional de Cinema de Berlín el 18 de febrer i va guanyar el Premi Teddy al millor documental LGBT.

## Sinopsi
El cos polític de Linn da Quebrada, una cantant negra transsexual, és el motor d'aquest documental que recull els seus àmbits públic i privat, tots dos marcats no només per la seva inusual presència escènica, sinó també per la seva lluita incessant per deconstruir els estereotips de gènere. classe i carrera.

## Repartiment
- Linn da Quebrada
- Jup do Bairro
- Liniker
- As Baías
- Raquel Virginia
- Assucena Assucena
- Thiago Felix
- Nu Abe
- Lilian dos Anjos
- Nicole Afonso Rueda
- John Halles
- Slim Soledad

## Premis
| Any  | Prêmi                                                   | Categoria                                  | Resultat  |
| ---- | ------------------------------------------------------- | ------------------------------------------ | --------- |
| 2018 | Festival de Brasília                                    | Premi Saruê de Menció honorífica del jurat | Guanyador |
| 2018 | Festival de Brasília                                    | Millor pel·lícula del jurat popular        | Guanyador |
| 2018 | Festival de Brasília                                    | Millor banda sonora                        | Guanyador |
| 2018 | 68è Festival Internacional de Cinema de Berlín          | Premi Teddy al millor documental           | Guanyador |
| 2018 | Festival Internacional de Cinema de Cartagena de Indias | Millor direcció                            | Guanyador |
| 2018 | Lovers Film Festival Torino                             | Premi Gio Stajano                          | Guanyador |
| 2018 | Festival Mix Brasil de Cultura da Diversidade           | Millor llargmetratge nacional              | Guanyador |
| 2018 | Festival Mix Milano                                     | Menció Especial                            | Guanyador |
| 2018 | NewFest: New York’s LGBTQ Film Festival                 | Menció Especial                            | Guanyador |
| 2018 | Festival Internacional de Cinema de Toronto             | Innovació - Inside Out                     | Guanyador |
| 2018 | Mostra La Ploma València                                | Millor pel·lícula                          | Guanyador |
| 2018 | Mostra La Ploma València                                | Premi de l'Audiència                       | Guanyador |
| 2018 | Fire!! Mostra Internacional de Cinema Gai i Lesbià      | Premi de l'Audiència                       | Guanyador |
| 2018 | DocumentaMadrid                                         | Menció Especial del Jurat                  | Guanyador |
| 2018 | GAZE LGBT Film Festival                                 | Millor documental                          | Guanyador |
| 2018 | Festival de Cinema Llatinoamericà de Biarritz           | Millor documental                          | Guanyador |
| 2018 | Luststreifen Film Festival                              | Millor documental                          | Guanyador |
| 2018 | Gender Bender Festival                                  | Millor documental                          | Guanyador |
| 2018 | Cheries Paris LGBT FF                                   | Millor documental                          | Guanyador |
| 2018 | The International Queer Film Festival Merlinka          | Millor documental                          | Guanyador |
| 2018 | FrontDoc                                                | Menció del jurat                           | Guanyador |
| 2019 | Poc Awards                                              | Manda Vídeo                                | Guanyador |